# Vossevangen
Vossevangen (rövidített elnevezése Voss) Norvégia déli részén, Vestland megyében található település. A közigazgatási Voss községi terület központja. 2024-ben 7200 fő volt a lakossága. Vossevangen központjáról 2 km-re van az 1455 lakosú Borstrondi (Skulestadmoen) falu, így ez a rész külterületnek számít.

## Elhelyezkedése, közlekedés
Vossevangen a Sogne-fjord és a Hardanger-fjord között, a Vangsvatnet-tó keleti partján fekszik. A település Bergen-től 100 km-re keletre, az E16-os főút mentén helyezkedik el. A Bergenből keletre tartó utazók számára fontos közlekedési csomópont. A távolsága Oslo-tól közúton 251 km. Voss az Oslo és Bergen közötti Bergeni vasútvonal egyik központi megállója. Voss és Bergen között helyi vonatok is közlekednek.

## Története
Voss fejlődésében jelentős szerepet játszott a vasútépítés. Norvégia két legnagyobb városa Oslo és Bergen közötti Bergeni vasútvonal (Bergensbanen) építésének ötlete 1871-ben született meg. A Voss vonal keskeny nyomtávú vasútvonalként épült meg 1882-ben. A vonalat 1883-ban nyitották meg Bergen és Voss között, akkor ez az állomás volt a vasútvonal végpontja. Majd 1909-ben meghosszabbították a hegyeken át Oslóig, az építése a nagy tengerszint feletti magasság és a zord éghajlat miatt kihívást jelentett, továbbá 113 alagutat építettek.
Norvégia 1940. április 9-i német inváziója után Voss volt a norvég hadsereg fő mozgósítási pontja nyugaton, mivel Bergen már április 9-én elesett. Bergen és a Hardangerfjord felől a nácik kemény norvég ellenállásba ütköztek. Az ellenállás megtörése érdekében a Luftwaffe április 23-án és 24-én Voss-t, április 25-én pedig a környező vidéket bombázta. Kilenc ember vesztette életét a bombázásban, amely teljesen elpusztította a település régi, fából épült központját. Az 1950-es években újjáépítették, de ekkor már nem fából emelték az épületeket, hanem téglából.

## Gazdasága, látnivalók
Vossevangen ma a térség fontos kereskedelmi és turisztikai központja. Télen síközpontként, egész évben pedig az extrém sportok központjaként ismert. Voss központját „Vangen”-nek hívják. Vangenben a kis boltok, kávézók rövid távolságon belül megtalálhatóak. Közvetlenül a központi rész közelében található az Amfi Voss modern bevásárlóközpont, több mint 30 különböző üzlettel.
2019 júliusában nyílt meg a Voss Gondola, Észak-Európa legnagyobb és legmodernebb kabinos felvonója. Kilenc perc alatt visz fel a Hangstopstopra, ahonnan panorámás kilátás nyílik a Voss környéki hegyekre. Ezen a ponton éttermet is nyitottak.
A település központjában három nagy szálloda található. Az 1889-ben épült 110 szobás Fleischers Hotel a legfontosabb történelmi szálloda Vossban, impozáns homlokzatával és tornyaival, amelyet egy modern bővítéssel egészítettek ki. A 2019-ben épült Scandic Voss szálloda 6 szintes és 215 szobával rendelkezik, míg a Park Hotel Vossevangen 122 szobás szálloda.  A környékén Hostel, butikhotel és számos egyedi szálláslehetőség is található, önellátó faházak is bérelhetőek. A településen található a Vossabadet, egy uszodaközpont három különböző medencével. A nagy úszómedence mellett az egyik medencében akár 5 méter magasról is lehet ugrani, míg egy másik meleg vízzel rendelkezik. A létesítményben szauna, vízicsúszda és kávézó is megtalálható.
Voss számos fesztiválnak és rendezvénynek ad otthont, mint például a Vossa Jazz Fesztivál, a Voss Kupa, amely Norvégia legnagyobb gyermekfoci versenye, az Ekstremsportveko (Extrém Sport Fesztivál) és az Osafestivalen, amely egy nagy hagyományokkal rendelkező népzenei fesztivál, amelyet októberben tartanak.
A környéken két síterep van, a Voss Resort és Myrkdalen. Nyáron a folyókat rafting sportolásra is használják. Tovább több vízesés is, amelyek közül a leghíresebbek a 110 méter magas Tvindefossen és a 150 méter magas Skjervsfossen.

## Képek

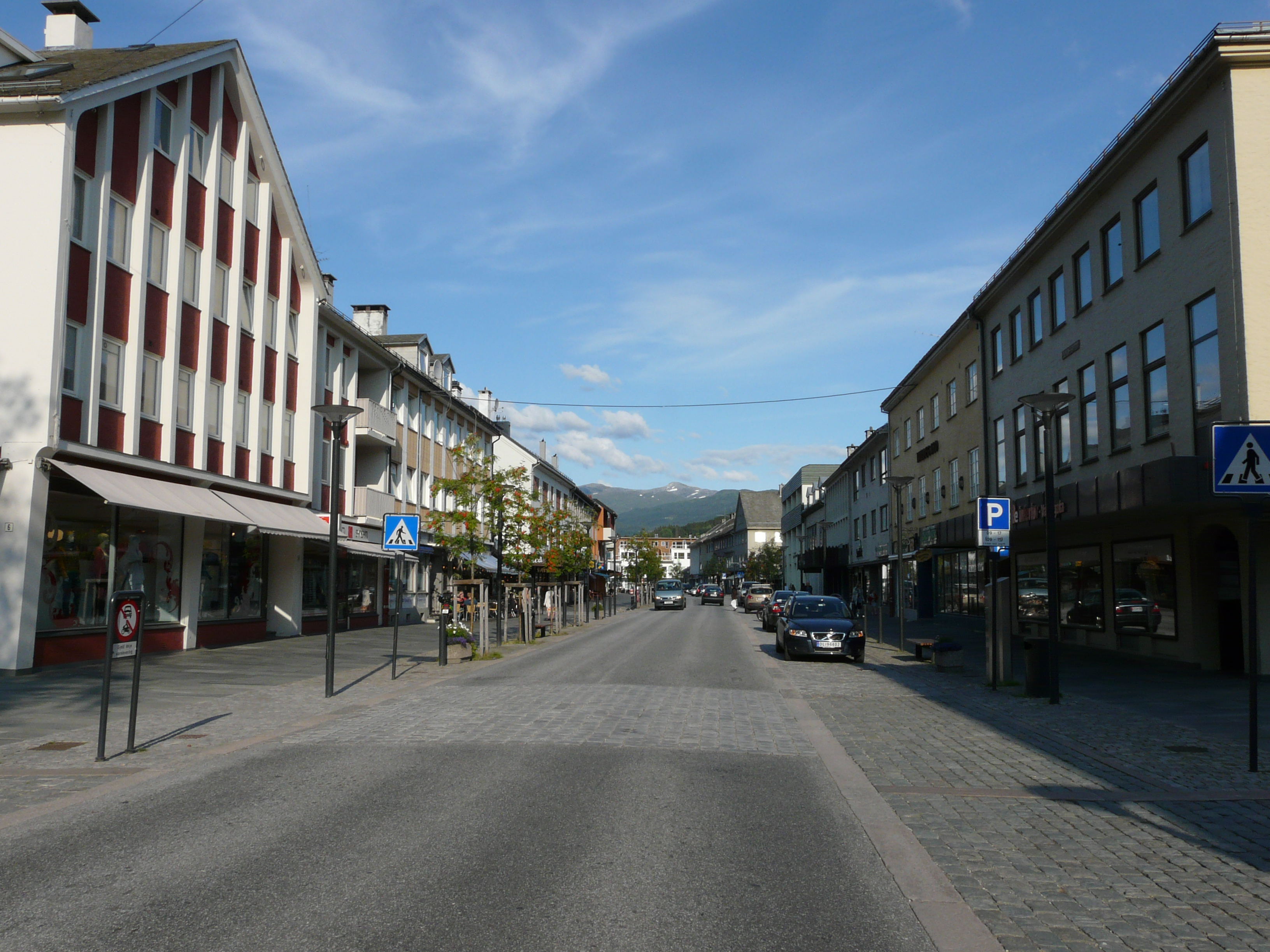
A főutca
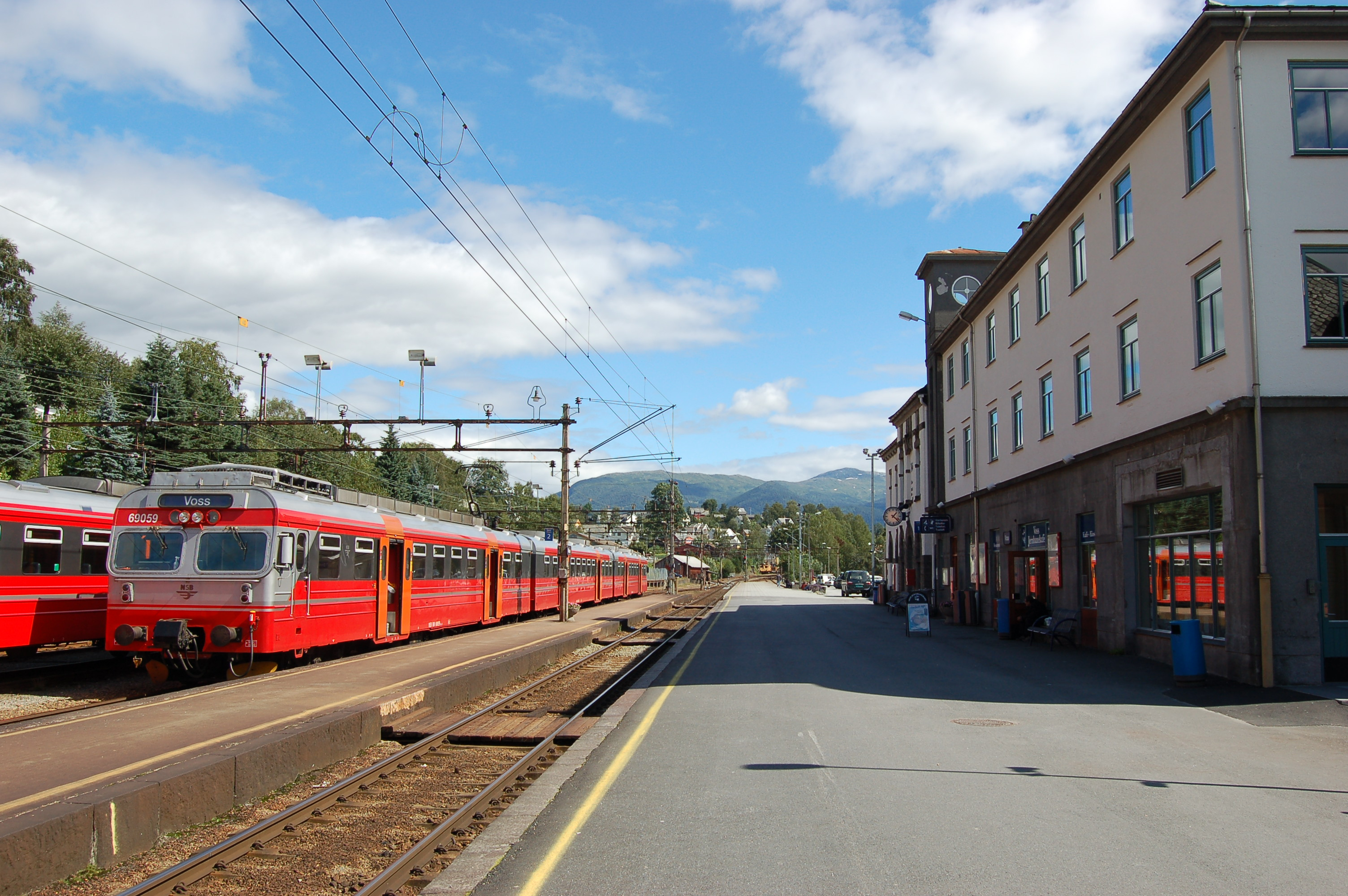
A vasútállomás
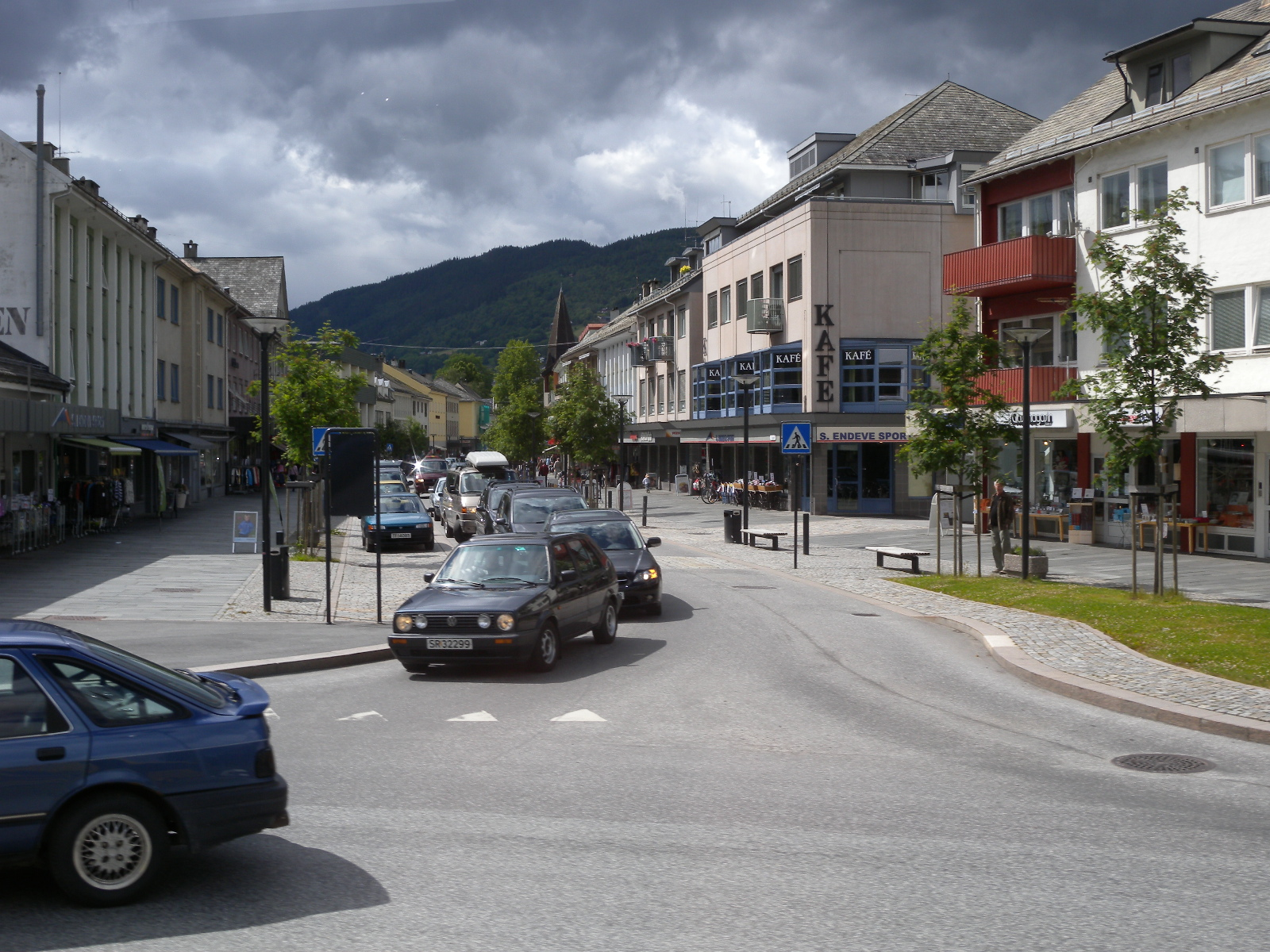
Vangsgata